# Vasyl Ovsienko
Vasyl Vasyliovych Ovsienko (en ucraniano: Васи́ль Васи́льович Овсіє́нко; también conocido como Vasyl Ovsienko,  (8 de abril de 1949 - 19 de junio de 2023) fue un escritor ucraniano, activista de derechos humanos y Disidente soviético que trabajó como miembro del Grupo Helsinki de Ucrania y fundó el Grupo de Protección de los Derechos Humanos de Járkov.

## Primeros años y carrera profesional
Vasyl Vasyliovych Ovsienko nació en el seno de una familia de campesinos el 8 de abril de 1949 en el pueblo de Lenino, actualmente Stavky, (comunidad de la ciudad de Radomyshl) , Región de Zhytomyr, Óblast de Zhytomyr, en ucraniano Ставки (Радомишльська міська громада) en la República Socialista Soviética de Ucrania de la Unión Soviética. Era el noveno y menor superviviente de su familia. Su padre había recibido dos años de educación, mientras que su madre no había recibido educación formal y era analfabeta. Su familia materna descendía de miembros de la szlachta polaca. A una edad temprana, Ovsienko se sintió cautivado por la literatura, escribiendo poesía. Algunas de sus obras se publicaron en el periódico local Star of Polesia.
Ovsienko entró en contacto por primera vez con el etnógrafo Vasyl Skurativskyi, en ucraniano Скуратівський Василь Тимофійович a mediados de la década de 1960, y gracias a él conoció el movimiento político Sixtiers. En 1965 conoció el samizdat de Vasyl Symonenko, mientras estudiaba filología en la Universidad Estatal de Kiev. Ayudó a propagar el samizdat como estudiante y después como profesor en la aldea de Tashan, en ucraniano Ташань.

## Primera detención
Con el inicio de la purga ucraniana de 1972, los dirigentes del Seistier fueron detenidos y el reformista Petro Shelest fue destituido como primer secretario del Partido Comunista de Ucrania. Ovsienko siguió publicando samizdat junto a Vasyl Lisovyi, en ucraniano Лісовий Василь Семенович y Yevhen Proniuk. Proniuk y Lisovyi fueron detenidos en el verano de 1972, mientras que Ovsienko fue arrestado el 5 de marzo de 1973. Amenazado con psiquiatría punitiva, Ovsienko entregó los nombres de las personas a las que había dado samizdat. Fue condenado a cuatro años de prisión.
Durante su primera condena (que pasó en Mordovia), Ovsienko se aclimató con otros presos políticos y comenzó a participar en huelgas de hambre y huelgas de prisión al año de su condena. Abandonó la prisión el 9 de febrero de 1977, se reunió con Lisovyi en Zhytomyr y regresó a Lenino un mes después. Tras su regreso a Lenino, Ovsienko creó una antena de radio improvisada y la utilizó para obtener emisiones del servicio en ucraniano de Radio Liberty. Tras enterarse de la fundación del Grupo Helsinki de Ucrania en una emisión de Radio Liberty, Ovsienko difundió la noticia entre sus amigos íntimos. También comenzó de nuevo a publicar samizdat, esta vez publicando la poesía de Vasyl Stus.

## Segunda detención
Ovsienko fue detenido de nuevo en noviembre de ese año. Ovsienko fue acusado de resistencia a la autoridad, que incluía insultar a un agente y arrancarse dos botones de la chaqueta, y condenado a tres años de prisión. La detención de 1977 se produjo después de que se hubiera reunido con las activistas ucranianas del Grupo Helsinki Oksana Meshko y Olha Babych (hermana del activista encarcelado Serhii Babych, Бабич Сергій Олексійович, y tanto Meshko como Babych también fueron detenidas poco después de la reunión. Amnistía Internacional sostuvo más tarde, en 1982, que los cargos contra Ovsienko eran falsos. Ovsienko pasó su segunda condena en prisiones de Zhytomyr y Óblast de Zaporiyia de Ucrania. Durante su encarcelamiento, se unió al Grupo Helsinki de Ucrania en 1978.

## Tercera detención
Seis meses antes de su liberación fue condenado de nuevo, esta vez por nuevos cargos de agitación y propaganda antisoviética por hablar abiertamente de la Holodomor. Fue internado en la colonia de trabajo Perm-36, en condiciones insalubres y de hacinamiento. En Perm-36 fue encarcelado junto a individuos condenados por participar en el asunto del secuestro de Dymshits-Kuznetsov.
Como parte de las reformas de la Perestroika promovidas por el líder soviético Mijaíl Gorbachov, Ovsienko, junto con todos los demás presos políticos de Perm-36, fue trasladado a la prisión de Perm-35 el 8 de diciembre de 1987. Se instó a Ovsienko a que redactara una declaración justificando su indulto, pero se negó (junto con otros presos políticos) por considerar que había sido condenado injustamente. Fue indultado un año más tarde a pesar de su negativa a escribir una declaración, y fue uno de los cinco últimos en ser liberados (junto con Mykola Horbal, Ivan Kandyba, M. Alekseyev y Enn Tarto).
El 21 de agosto de 1988, Ovsienko embarcó en un avión desde Perm con destino a Kiev. En un principio iba a ser enviado a la prisión de Lukyanivska, pero fue encarcelado en el cuartel general del KGB. Un día más tarde, fue liberado y se le permitió regresar a Zhytomyr, y desde allí llegó a Lenino. Volvió a Perm-36 un año más tarde para participar en los entierros de Vasyl Stus, Yuriy Lytvyn, y Oleksa Tykhy, que habían muerto durante sus condenas en la prisión.

## Vida posterior y muerte
Tras su liberación, Ovsienko siguió participando activamente en la escena de los derechos humanos de Ucrania. Con la legalización del Grupo Ucraniano de Helsinki en 1988, fue nombrado jefe de la sección del grupo en el óblast de Zhytomyr. Sin embargo, no consiguió crear una sección del Grupo Helsinki ni del Movimiento Popular de Ucrania en su pueblo natal. En 1994, sus partidarios le compraron un apartamento, y Mykhailo Horyn y John Kolasky le proporcionaron más ayuda económica.
A finales de la década de 1990 organizó expediciones a Sandarmokh y las Islas Solovetsky, donde se habían producido asesinatos en masa durante la Gran Purga. A principios de la década de 2000, junto con Yevgen Zakharov, Ovsienko escribió un compendio en cuatro volúmenes sobre los disidentes del Bloque del Este, que incluía a unos 200 presos políticos ucranianos.
Ovsienko murió el 19 de julio de 2023. En febrero de 2024 la Belgorod La calle de Kiev pasó a llamarse calle Vasyl Ovsienko.